# Faida del Gargano
Faida del Gargano è un'espressione che indica una serie di conflitti, che coinvolgono numerose famiglie mafiose della zona del Gargano. Nate inizialmente per questioni di abigeato e poi trasformatesi in lotta per il controllo del territorio e dei traffici illeciti: estorsione, riscossione del pizzo, riciclaggio di denaro, traffico di stupefacenti, contrabbando di sigarette, usura e omicidio.

## Storia

### Litigi tra allevatori
La faida iniziò il 30 dicembre 1978: nel corso di un litigio viene ucciso l'allevatore Lorenzo Ricucci (il figlio tredicenne, Salvatore, rimane ferito), accusato di abigeato dai Libergolis. Un anno dopo Raffaele Primosa rimase paralizzato in seguito a uno scontro a fuoco e indicò Francesco Ciccillo Libergolis come responsabile. Nel dicembre 1980 arriva la vendetta dei Primosa-Alfieri: Giuseppe Libergolis, fratello di Francesco 'Ciccillo', è ammazzato con colpi di lupara.
Il 1º marzo del 1989 Peppino Alfieri fu ucciso, insieme al fratello Pietro Alfieri.
Il 2 marzo del 1992 il giovane minorenne Michele Alfieri, figlio di Peppino, uccise platealmente in una piazza di Monte Sant'Angelo, il boss Matteo Libergolis. Da quel marzo per circa due anni ci furono nella città dell'Arcangelo Michele circa 40 omicidi. Una vera e propria decimazione che azzerò quasi il clan Alfieri Primosa rivale della famiglia Libergolis. Successivamente il potere criminale dei Libergolis si estese su tutto il Gargano trovando nella famiglia Romito fedeli alleati.
Il 16 giugno 1995 Pasquale Libergolis, fratello di Francesco, cadde anche lui sotto i colpi di fucile dei suoi avversari, in un agguato a Monte Sant'Angelo.
Il 13 gennaio 2010 lo stesso Michele Alfieri, a 35 anni, è stato ucciso.

### Criminalità organizzata
I Libergolis diventano il braccio armato del «clan dei Montanari», mentre i Romito si sarebbero occupati di gestire i proventi degli affari illeciti e i rapporti con gli ambienti economici e politici. Il clan controlla i traffici di stupefacenti a Manfredonia e a Monte Sant'Angelo.
La famiglia Mangini, che si stanziò a Manfredonia, acquistò la merce (la droga) "da fornitori di Cerignola" dopo aver giudicato "non ottimale" la merce dei fornitori montanari. Per questi contrasti nel mondo dello spaccio comincia una guerra tra i Mangini e il clan Libergolis:
- il 22 marzo 2000 Lorenzo Ferrandino, ventitreenne, viene ucciso.
- nel maggio del 2000 viene ucciso a Monte Sant'Angelo Pasquale Silvestri detto Babbo Natale o Apicanese[8].
- il 2 ottobre 2000 a Manfredonia Giuseppe Manzella, con la complicità di Matteo Ferrandino e Matteo Mangini tentò di uccidere Andrea Barbarino e Michele Santoro, affiliati al gruppo dei "Li Bergolis".
- il 29 ottobre 2000 Matteo Ferrandino, fratello di Lorenzo, viene ucciso.
- il 2 settembre 2001 Matteo Mangini, ventenne, cognato di Lorenzo Ferrandino, fu crivellato di colpi di pistola sotto i portici di via Gargano a Manfredonia, nei pressi di un bar. Per quest'ultimo omicidio Franco Libergolis fu condannato come mandante; un suo famigliare, Enzo Miucci, e un affiliato, Angelo Gioacchino Grillo, come esecutori materiali[9][10][11].

Il 25 settembre 2003 Michele Santoro, trentenne, pluripregiudicato di Monte Sant'Angelo, viene ucciso in un podere di Siponto perché aveva deciso di non spartire più con i soci, come avveniva in passato i proventi delle estorsioni imposte agli imprenditori che lavoravano nella zona. L'omicidio Santoro fu deciso e compiuto dopo l'assegnazione dei "lucrosissimi appalti per la metanizzazione di Manfredonia e di tutto il territorio garganico".
Il 2 dicembre del 2003 in una masseria situata nelle campagne di San Giovanni Rotondo si svolse un summit di mafia cui presero parte tra gli altri i fratelli Franco e Mario Luciano Romito, i fratelli Franco e Armando Libergolis e i fratelli Lombardi. Sembrerebbe che i Romito abbiano lasciato i Carabinieri intercettare. Questo tradimento sarà la causa della guerra tra il clan Libergolis e i Romito.
Nella retata del 23 giugno 2004 denominata operazione «Iscaro-Saburo» si arrivò all'arresto di 99 persone presunte affiliate ai clan della faida del Gargano. Tra giugno e luglio 2008, 10 imputati furono scarcerati per scadenza dei termini (3 anni dal rinvio a giudizio).
Il 7 marzo 2009, la Corte d'Assise di Foggia emise la sentenza con 10 condanne di primo grado per omicidi, mafia, traffico di droga, estorsioni e armi. Furono successivamente confermate quasi per intero dalla Corte d'Assise d'Appello di Bari:
- 4 ergastoli a Franco Li Bergolis, Carmine Grimaldi di Cagnano Varano, 2 a Gennaro Giovanditto.
- 5 condanne per 89 anni di reclusione, tra cui 27 anni a Armando e a Matteo Libergolis.
- 14 assoluzioni, tra cui i Romito.

Subito dopo Franco Libergolis diventa latitante.

### Clan Li Bergolis contro i Romito
Il 21 aprile 2009, il boss Franco Romito, quarantatreenne, e il suo autista Giuseppe Trotta vennero ammazzati nella loro auto in via degli Eucalipti a Siponto.
Il 23 maggio 2009 Andrea Barbarino, ventottenne, ritenuto vicino al clan mafioso Libergolis, è stato ucciso davanti alla sua casa di Manfredonia. Era su una sedia a rotelle per le ferite riportate in un agguato compiuto nel 2003.
Il 18 settembre 2009 Mario Luciano Romito, fratello di Franco, sopravvive a un attentato dinamitardo mentre era in auto con suo fratello Ivan Romito, ex calciatore del Manfredonia calcio e dell'Andria.
Tra il 24 e il 25 settembre 2009 Gianfranco Campus è vittima di lupara bianca. I suoi resti verranno trovati un anno dopo dai carabinieri.
Il 26 ottobre 2009 viene assassinato Francesco "Ciccillo" Libergolis, sessantaseienne, con un colpo di lupara alla schiena e 6 colpi di rivoltella alla testa, per vendicare Franco Romito.
Il 27 giugno 2010 a Manfredonia ignoti, a bordo di un'auto, uccisero con colpi di arma da fuoco, l'innocente ventitreenne incensurato Michele Romito, figlio di Franco, e ferendo il quarantaduenne Mario Luciano, fratello di Franco.
Il 30 giugno 2010 Leonardo Clemente, trentaquattrenne figlio della sorella di 'Ciccill', pregiudicato, fu ucciso in un bar di via Gargano a Manfredonia, in risposta all'uccisione di Michele Romito.
Il 27 agosto 2010 il sessantottenne Francesco Romito, alias 'Ciccill 'u mattinatese', muore in ospedale di diabete.
Il 26 settembre 2010 viene catturato a Monte Sant'Angelo il boss Franco Li Bergolis. Scarcerato per decorrenza dei termini, era latitante dal 7 marzo 2009, tra i 30 latitanti più pericolosi d'Italia. Già condannato all'ergastolo nell'ambito del maxi processo.
Nel novembre 2010 vengono rapiti e uccisi i fratelli Giovanni e Martino Piscopo, imprenditori di Vieste.
Il 13 maggio 2011 viene arrestato Giuseppe Pacilli, alias "Peppe U' Montanar", prima ex autista e uomo di fiducia del capo clan Francesco Libergolis, poi braccio operativo del successore Franco Libergolis, nipote di Francesco. Anche lui era tra i 30 latitanti più pericolosi d'Italia.
Il 22 agosto 2013, due allevatori, Giuseppe e Michele Padula, entrambi con precedenti, sono stati raggiunti da raffiche di proiettili. Giuseppe è morto con 4 colpi di lupara, due al braccio, uno alla schiena e uno alla faccia per sfigurarne il volto, simbolo della vendetta mafiosa. Michele invece per le ferite è morto in ospedale.
Nel luglio 2015 il Consiglio dei Ministri delibera lo scioglimento del Comune di Monte Sant'Angelo dopo l'accertamento di forme di condizionamento da parte della criminalità organizzata. Il procedimento era stato avviato dal Prefetto di Foggia.
Il 21 marzo 2017 viene ucciso nella sua autovettura a Monte Sant'Angelo, Giuseppe Silvestri detto "l'Apicanese", figlio di Pasquale e vicino al clan Libergolis-Miucci.
Il 20 giugno 2017 vengono uccisi Nicola Ferrelli e suo zio Antonio Petrella. I killer avrebbero affiancato il Fiat Doblò bianco esplodendo alcuni proiettili. Ne è scaturito un breve inseguimento finito con lo schianto del furgoncino contro un palo, infine i killer sono scesi dal loro veicolo e hanno crivellato di proiettili i corpi dei due.
Il 9 agosto 2017 viene compiuta la strage di San Marco in Lamis dove nei pressi della stazione dismessa sulla provinciale di Apricena viene ucciso in un agguato dopo un breve inseguimento Mario Luciano Romito al terzo tentativo e il cognato Matteo De Palma. Insieme a loro vengono inseguiti e freddati due agricoltori, i fratelli Aurelio e Luigi Luciani a causa della loro presenza involontaria sul luogo.
Il 21 marzo 2018 rimane ferito in seguito a un agguato il boss Marco Raduano, scissionista della fazione Notarangelo e in contrasto con il clan Perna.
Il 17 ottobre 2018 vengono arrestati Giovanni Caterino e Luigi Palena, ritenuti responsabili della strage di San Marco in Lamis e vicini al clan Libergolis. Tramite una seconda investigazione è emersa la possibile implicazione di Saverio Tucci detto "Faccia d'Angelo" e già coinvolto nell'operazione Iscaro-Saburo come terzo partecipante al commando criminale a sua volta ucciso precedentemente nel mese di ottobre del 2017 ad Amsterdam da parte di un altro manfredoniano di nome Carlo Magno per questioni legate al traffico di stupefacenti.
Nel 2019 per la terza volta nel giorno del 21 marzo viene ucciso con un colpo di fucile calibro 12 il pregiudicato Francesco Pio Gentile detto "Rampino" di Mattinata, ritenuto dagli inquirenti elemento di spicco del clan e cugino dei fratelli Romito.
Il 18 aprile 2019 c'è una svolta nelle indagini sull'uccisione di Giuseppe Silvestri, avvenuta due anni prima, e vengono arrestati Matteo Lombardi e Antonio Zino, elementi importanti del clan Romito-Ricucci-Lombardi. L'ordinanza fa anche il punto sulle alleanze odierne che vedono il clan Libergolis unito ai Perna di Vieste mentre i Romito al clan Raduano.
L'11 novembre 2019 viene ucciso in un agguato a Monte Sant'Angelo il boss Pasquale Ricucci, ritenuto dagli investigatori capo della fazione Lombardi-Ricucci-La Torre che ha sostituito i Romito. L'omicidio è ritenuto dagli inquirenti probabilmente come una risposta all'uccisione di Girolamo Perna di alcuni mesi prima dopo la sopraggiunta scarcerazione di Enzo Miucci nel settembre 2019 e capo dell'opposta fazione Libergolis-Miucci.
Alcuni giorni dopo, sempre nel mese di novembre nuovamente arrestato il boss Enzo Miucci e il suo braccio destro Matteo Pettinicchio in seguito all'operazione denominata "Friends" che ricostruisce i rapporti per il traffico di droga e armi tra i Montanari e il clan calabrese dei Pesce-Bellocco di Rosarno e il gruppo camorristico dei Bayan-Papa-Ricci di Lucera. Alla fine dello stesso mese invece viene effettuato un agguato nella zona industriale di Manfredonia a Dino Miucci, fratello di Enzo in risposta all'omicidio precedente di Pasquale Ricucci.
Il 6 maggio 2021 si ritorna a sparare nel Gargano. Alcuni uomini armati tentano di uccidere Giuseppe Ricucci, fratello di Pasquale ucciso due anni prima. L'uomo viene ferito gravemente ma riesce a sopravvivere.

### Criminalità organizzata di Vieste
Nell'area di Vieste il forte indebolimento del clan Libergolis, conseguente alla detenzione dei vertici, avrebbe creato degli spazi operativi che potrebbero essere occupati dalle batterie organiche allo stesso clan dei Montanari.
Il 19 luglio 2012 nel processo “Tre Moschettieri” vengono arrestati con l'accusa di estorsione continuata ai danni di imprenditori locali, per esempio imponendo il servizio di guardiania come forma di “protezione”: il capo clan Angelo Notarangelo, suo fratello Giuseppe Notarangelo, suo cugino Luigi Notarangelo e Girolamo Perna. Il 16 marzo 2015 arrivano le condanne.
Il 4 febbraio 2014 nel processo “Medioevo” vengono condannati per detenzione e produzione di sostanze stupefacenti, ricettazione ed estorsione con l'aggravante del metodo mafioso: Angelo e Giambattista Notarangelo, Marco Raduano, Domenico Colangelo e Giuseppe Germinelli.
Inizia una nuova faida a Vieste tra gli uomini fedeli alla famiglia del boss Angelo Notarangelo e gli scissionisti legati al giovane Marco Raduano, ex braccio destro di Notarangelo. Vengono uccisi:
- il 26 gennaio 2015 Angelo Notarangelo, trentasettenne detto Cindarjidd, sulla litoranea Mattinata-Vieste[72].
- il 30 aprile 2015 Marino Solitro, già scampato a un agguato nel 2008.
- il 3 settembre 2016 Gianpiero Vescera, ventisettenne, cognato di Marco Raduano.
- il 16 gennaio 2017 Vincenzo Vescera a colpi di fucile, vicino a Raduano.
- il 27 gennaio 2017 Onofrio Notarangelo, fratello di Angelo.
- il 24 maggio 2017 Pasquale Notarangelo, figlio di Onofrio, scompare.
- il 27 luglio 2017 Omar Trotta, affiliato ai Notarangelo, viene crivellato di colpi nel suo ristorante durante l'orario lavorativo.
- 6 aprile 2018 Giambattista Notarangelo, cugino di Angelo.
- 25 aprile 2018 Antonio Fabbiano, vicino a Raduano, ucciso vicino alla sua abitazione a colpi di Kalashnikov.
- 19 giugno 2018 Gianmarco Pecorelli, vicino a Perna/Notarangelo.
- 26 aprile 2019 Girolamo Perna, capo dell'omonimo clan viene ferito gravemente in seguito a un agguato nei pressi della sua abitazione e morirà poco dopo in ospedale.[73][74]

Il 10 agosto 2022 viene registrato un doppio tentato omicidio tra Mattinata e Vieste quando un'auto con tre uomini a bordo viene raggiunta da numerosi colpi e due ragazzi poco più che trentenni, Danilo Notarangelo e Antonio Germinelli furono raggiunti da alcuni colpi salvandosi; il primo è parente prossimo del boss Notarangelo ucciso nel 2015, il secondo era già scampato a un tentato omicidio nel 2017.
Il 24 febbraio 2023 dopo essere stato arrestato nell'agosto 2018 durante l'operazione "Neve di Marzo" per spaccio di sostanze stupefacenti, contrabbando d'armi e associazione per delinquere, il boss Marco Raduano evade dal carcere di Badu 'e Carros a Nuoro, con l'ausilio di lenzuola, divenendo latitante.
Il 17 luglio 2023 in località Stinco Cutino Tagliata, territorio di Monte Sant’Angelo al confine con quello mattinatese, viene ucciso a colpi di fucile Bartolomeo La Pomarda detto Bartolo, 28enne di Mattinata. 
Il 1º febbraio 2024 dopo aver ricevuto l'ergastolo all'interno del processo in rito abbreviato "Omnia Nostra" per l'omicidio di Omar Trotta e quello di Giuseppe Silvestri, oltre al tentato omicidio di Giovanni Caterino, il boss viene catturato dopo quasi un anno di latitanza in un ristorante presso Bastia, Corsica, in Francia, dall'Unità Crimor del Ros dei Carabinieri. Oltre a Raduano, poche ore prima i Carabinieri avevano individuato ed arrestato presso Malaga in Spagna anche il suo braccio destro Gianluigi Troiano, latitante dal 2021. Il 20 marzo dello stesso anno, Raduano decide di collaborare con la giustizia.
Il 16 giugno 2024 viene ucciso a colpi di fucile a Mattinata Bartolo Notarangelo, 36 anni, originario di Vieste. La vittima era imparentato con Angelo Notarangelo, boss di Vieste ucciso nel 2015. 

### Criminalità organizzata di San Nicandro Garganico
Alla faida di Monte si aggiunse quella di San Nicandro (nel versante Nord del Gargano). Infatti, queste due faide, sono viste un po’ come la “culla” di quella “Mafia Garganica” che conosciamo oggi.
Qui si è combattuta una guerra di mafia cruenta, una faida che ha portato a decine di omicidi e ad un clima di terrore in città e che, successivamente, si è trasformata in lotta per il controllo del territorio.
Il tutto ebbe inizio nei primi anni '80 con un furto di bestiame commesso da alcuni membri del clan Tarantino. Un membro dei Ciavarella assistette al fatto e scelse di non rendere falsa testimonianza in sede processuale e di testimoniare contro i Tarantino. La scelta scatenò la reazione dei Tarantino e cinque membri del clan Ciavarella furono uccisi nello stesso momento dopo aver bloccato la loro auto (Matteo, di 57 anni, la moglie Incoronata Gualano, di 55, e i tre figli, Nicola, Giuseppe e Caterina, di 17, 16 e 5 anni). Nei primi anni del 2000 la faida riprese con diversi omicidi commessi da Matteo Ciavarella nei confronti dei Tarantino. Matteo Ciavarella sta scontando ora l'ergastolo e la faida viene indicata come "superata".
I clan locali sono quelli dei Tarantino e dei Ciavarella (prima del maxi-blitz antimafia “Iscaro-Saburo” a quest’ultimo clan si unì anche il gruppo locale di Giovanditto, anello di congiunzione tra il Clan dei Montanari e quello dei Ciavarella).
Dopo questo maxi-blitz, si sono composti clan che hanno “riempito” il vuoto criminale e che avevano (e hanno) legami familiari con i clan del posto.
La criminalità organizzata sannicandrese (che estende la sua influenza anche a qualche altro comune del Nord-Gargano) si interessa soprattutto al narcotraffico, allo spaccio e alla produzione di sostanze stupefacenti, alle rapine, ai reati in materia di armi, al racket.
Si è guadagnata il ruolo di “capitale” del narcotraffico nel Gargano, soprattutto a seguito di indagini recenti.
È stato anche constatato l’interessamento, da parte delle mafie foggiane, all’usura, infatti è stato arrestato, nel novembre del 2021, un pregiudicato sannicandrese per estorsione aggravata dal metodo mafioso ed usura aggravata in concorso. Il soggetto vantava la sua appartenenza alla mafia locale e ad uno dei boss di un noto clan foggiano.

## Clan Libergolis
Il clan Libergolis (o Li Bergolis), chiamato anche clan dei Montanari, è un clan mafioso della mafia garganica originario di Monte Sant'Angelo, attivo in provincia di Foggia e anche all'estero. Risultano strettamente legati alla potente "batteria" dei Sinesi-Francavilla di Foggia città, i quali curarono la latitanza di Franco Libergolis nel 2010.
- Francesco Libergolis detto "Ciccillo" o "U calcarulo". All'inizio onesto allevatore, poi usuraio, era considerato il capo storico del clan dei Libergolis; era esperto nell'appropriarsi dei beni altrui facendo piccoli prestiti a un tasso elevatissimo che costringeva le vittime a cedere le proprietà e poi a pagare all'organizzazione criminale un affitto mensile per usufruire di quella che era stata la loro proprietà.
- Giuseppe Libergolis, fratello di Francesco.
- Pasquale Libergolis, fratello di Francesco.
- Franco Libergolis, nato a San Giovanni Rotondo l'11 novembre 1978, figlio di Pasquale, il 26 settembre 2010, è stato catturato a Monte Sant'Angelo[92][94]. Era tra i 30 latitanti più pericolosi d'Italia. Già condannato all'ergastolo, il 7 marzo 2009 nell'ambito del maxi processo alla faida del Gargano[18][95].
- Armando Libergolis, nato a Monte Sant'Angelo, il 12 febbraio 1975, figlio di Pasquale[96]. Armando Libergolis insieme alla moglie Maria Riccardo, sono stati arrestati per frode e truffa aggravata ai danni dell'Agenzia per le erogazioni in agricoltura (AGEA) ottenendo contributi europei per l'agricoltura di circa 126 000 euro[97]. Imputato per associazione a delinquere di stampo mafioso.
- Matteo Libergolis, nato a Monte Sant'Angelo il 5 febbraio 1973, figlio di Pasquale[4].
- Francesco Libergolis, nipote di Ciccillo e Pasquale[98].
- Giuseppe Pacilli[38][39][40][41][42]
- Enzo Miucci, detto "u' creatur"[99][100].
- Angelo Notarangelo, detto Cintarjidd[101].
- Michele Santoro, soprannominato “Mangiafave”.
- Andrea Barbarino
- Matteo Lombardi[4]
- Pasquale Ricucci[4], ucciso in un agguato l'11 novembre 2019.
- Antonio Miucci[4]
- Libero Frattaruolo[102]
- Angelo Gioacchino Grillo[11]
- Giovanni Prencipe, elemento di spicco del clan Libergolis, è stato arrestato accusato di traffico di sostanze stupefacenti e associazione a delinquere di stampo mafioso e anche per l'omicidio di Placentino[103].

## Famiglia Romito
- Francesco Romito, alias ‘Ciccill 'u mattinatese‘.
- Franco Romito, figlio di Francesco. Furono tre le armi utilizzate per compiere il duplice omicidio; recuperati sull'asfalto 4 bossoli di un fucile calibro 12 caricato a pallettoni, numerosissimi bossoli calibro 7,62 di una mitraglietta e 4/5 di una pistola calibro 9x21. I due sono stati raggiunti da una pioggia di proiettili in più parti del corpo. Franco Romito aveva il volto completamente sfigurato e non aveva più la mano sinistra.
- Michele Romito, figlio di Francesco[104].
- Mario Luciano Romito, figlio di Francesco, ucciso nel 2017.
- Ivan Romito, figlio di Francesco.
- Michele Romito, figlio di Franco, assassinato a 23 anni.

## Filmografia
- Ti mangio il cuore (2022), regia di Pippo Mezzapesa